# Stenomesson leucanthum
Stenomesson leucanthum là một loài thực vật có hoa trong họ Amaryllidaceae. Loài này được (Ravenna) Meerow & van der Werff mô tả khoa học đầu tiên năm 2004.